# Zhang Mancheng
Zhang Mancheng (mort el 184 EC) va ser un líder local xinès dels Turbants Grocs durant el període de la tardana Dinastia Han Oriental de la història xinesa. Va lluitar en la Rebel·lió dels Turbants Grocs del 184 EC i va obtenir un èxit immediat quan va matar el Gran Administrador de la comandància de Nanyang, Chu Gong. Ell va ser mort en batalla per Qin Jie, la persona que havia succeït a Chu com a prefecte de Nanyang.
Zhang Mancheng era un home de la comandància de Nanyang, en la província de Jing. És de suposar que un home d'una onomia escassa, ja que es va unir al líder religiós Zhang Jue (張角) en algun moment entre la dècada del 170 i el 184 .
En la preparació de la seva revolta, Zhang Jue va escampar els seus 360.000 seguidors en més de trenta-sis divisions (方) i en cada divisió va nomenar un líder. Zhang Mancheng va ser fet un líder local, el qual significava que havia estat nomenat per un líder de Divisió per comandar una porció de les seves tropes. No es coneix a quin líder de Divisió pertanyien Zhang Mancheng i les seves tropes.
Se sap que Zhang Mancheng en va lluitar a la comandància de Nanyang i que una Divisió a la comandància de Nanyang tenia la intenció de cooperar amb els Turbants Grocs de la comandància de Runan, Yingchuan (Bo Cai) i Luoyang (Ma Yuanyi). Sembla probable que la força Zhang Mancheng pertanyia a la Divisió que tenia la intenció de cooperar amb aquestes comandàncies.
Això no obstant, a principis de l'any 184. un home anomenat Tang Zhou (唐周) va trair els seus companys dels Turbants Grocs, informant als Han sobre els plans dels seus mestres de rebel·lar-se i tots els Turbants Grocs a Luoyang i els seus simpatitzants foren arrestats o passats per les armes. La força de Ma Yuanyi va quedar lluïda al partir-se en dos i les forces de Runan, Yingchuan i Nanyang va haver de fer-s'ho sense la seva poderosa Divisió
El 23 d'abril del 184. Zhang Mancheng va enviar les seves tropes, les quals es deia que consistien d'uns 10.000 homes, es va anomenar a si mateix "Missatger dels Déus" i va atacar al Gran Administrador de Nanyang Chu Gong. Se les va arreglar per matar-lo i després va estar assetjant la ciutat Wan durant algun temps. En el sisè mes Qin Xie, l'antic Gran Administrador de la comandància de Changsha i el recentment nomenat com el nou Gran Administrador de Nanyang, va atacar-hi a Zhang Mancheng i el va matar.
Les forces restants de Zhang Mancheng van triar a Zhao Hong (趙弘) com el seu nou líder.

## Anotacions
- Aquest article estableix que Zhang Mancheng es va unir a Zhang Jue entre el 170 i el 184 EC. Açò mai s'ha escrit en cap llibre d'història o registres, però s'assumeix, perquè entre aqueixos anys i només aqueixos anys, els germans Zhang hi eren reunint seguidors pel seu moviment insurreccional.

### Edicions en línia
- de Crespigny, Rafe (1989). Emperor Huan and Emperor Ling: being the Chronicle of the Later Han dynasty for the years for the years 157 to 189 AD as recorded in Chapters 54 to 59 of the Zizhi tongjian of Sima Guang. Arxivat 2012-02-04 a Wayback Machine. (anglès) - Faculty of Asian Studies, The Australian National University, Canberra. ISBN 0 7315 0655 3.